# One night in Africa
One night in Africa is een studioalbum van Tangerine Dream. Het album bevat een viertal nieuwe tracks (Madagascar, Sahara storm, Rain prayer en  Twilight in Abidjan), maar ook een aantal dat al eerder verschenen was. Centraal thema is de trek van de mensheid vanuit Afrika naar de rest van de wereld, eeuwen geleden. De muziek is daarbij nauwelijks Afrikaans te noemen.
Op het album werd niet vermeld wie er de uitvoerenden waren.

## Muziek
| Nr. | Titel                                                                          | Duur  |
| --- | ------------------------------------------------------------------------------ | ----- |
| 1.  | Bells of Accra (Capitol of Ghana)                                              | 14:29 |
| 2.  | Madagaskar (World’s second largest island state)                               | 6:29  |
| 3.  | Serpent magique (Symbol of wisdom)                                             | 9:23  |
| 4.  | Sahara storm (A very dusty experience)                                         | 5:15  |
| 5.  | Kilimandscharo (Highest mountain in Africa)                                    | 9:42  |
| 6.  | Rain prayer (Most tribes have their individual prayers)                        | 7:19  |
| 7.  | Sadness of Echnaton losing the world child (Echnaton, priest in ancient Egypt) | 6:25  |
| 8.  | Twilight in Abidjan (City in Ivory Coast)                                      | 4:54  |
| 9.  | Mombassa (Tuareg Remix) (Second largest city of Kenia)                         | 9:43  |